# Картинный дом
Картинный дом — памятник архитектуры. Расположен в Ломоносове, современный адрес дома — Дворцовый проспект, 50.
В ансамбль Большого Ораниенбаумского дворца входили два одинаковых «нижних» флигеля, стоявших симметрично главной оси ансамбля у концов ограды Нижнего сада. Даты их постройки и авторство не установлены. По одной из версий, здания построены в 1711—1725 годах И. Г. Шеделем одновременно с дворцом, по другой — в середине XVIII века Растрелли, так как Картинный дом не упоминается в описи 1728 года, в описи 1736 года подробно приводится планировка и отделка, а в 1755 году здание упоминается как «новостроящееся»; также вероятно, что здания построены в 1730-х годах Земцовым по проекту Щеделя, и опись 1755 года говорит о случившейся перестройке, эта теория подтверждается гравюрами с изображениями здания. Один из флигелей, Померанцевая галерея, был сломан ещё в XVIII веке.
Флигель у западной части ограды в 1740—1750 годах использовался в качестве театра, к нему была сделана небольшая деревянная пристройка. После того, как Растрелли построил новый Оперный дом, в старом разместились кунсткамера, библиотека и картинная галерея, после чего он получил своё современное название.
Здание построено в стиле раннего петровского барокко. Дом прямоугольный в плане, его центральная часть выделена ризалитом в три оси с мезонином и фронтоном. Фасад ризалита украшен пилястрами, в мезонине им соответствуют лопатки. Окна украшены фигурными наличниками с завершениями в виде встречных волют. Со стороны дороги из-за уклона у дома был сделан высокий подвал, в котором позднее были сделаны окна. Крыша была высокой, черепичной, в 1760-х годах черепицу заменили на железо. Общая длина дома — более 40 метров. Северный и южный фасады выглядят одинаково, вход сделан с южной стороны (из Нижнего сада), углы выступов рустованы.
У боковых одноэтажных частей здания по семь окон, над окнами расположены полуциркульные или треугольные сандрики (три треугольных по центру и по бокам по два полуциркульных).
В здании был главный зал, в комнате справа от него ранее давались представления, слева были галерея, библиотека и кунсткамера. В XIX веке здание было разделено на множество малых помещений.
В Первую мировую войну в Картинном доме был госпиталь, позднее — эвакуированное из Слонима реальное училище. После Второй мировой войны в Картинном доме была расположена средняя школа.
С 1976 года в здании началась реставрация. К 1980 году в нём складывали резиновую обувь из находящегося рядом производства, здание пострадало от пожара. 1 июля 2015 года в здании открылся музей, в котором собрана коллекция живописи из 80 произведений, в которую вошли и подлинные полотна середины XVIII века.